# Queer Lion
De Queer Lion is een filmprijs voor de beste film met een homoseksueel thema of een homoseksueel personage. De prijs wordt vanaf 2007 uitgereikt aan het eind van het filmfestival van Venetië. De prijs is een aanvulling op de "Gouden Leeuwen" die op dat festival worden uitgereikt.

## Winnaars
| Jaar                | Film                     | Regisseur                   | Land                                        |
| ------------------- | ------------------------ | --------------------------- | ------------------------------------------- |
| 2007 (64ste editie) | The Speed of Life        | Edward A. Radtke            | Verenigde Staten                            |
| 2008 (65ste editie) | Un altro pianeta         | Stefano Tummolini           | Italië                                      |
| 2009 (66ste editie) | A Single Man             | Tom Ford                    | Verenigde Staten                            |
| 2010 (67ste editie) | En el futuro             | Mauro Andrizzi              | Argentinië                                  |
| 2011 (68ste editie) | Wilde Salome             | Al Pacino                   | Verenigde Staten                            |
| 2012 (69ste editie) | Muge (The Weight)        | Jeon Kyu-hwan               | Zuid-Korea                                  |
| 2013 (70ste editie) | Philomena                | Stephen Frears              | Verenigd Koninkrijk                         |
| 2014 (71ste editie) | Les Nuits d'été          | Mario Fanfani               | Frankrijk                                   |
| 2015 (72ste editie) | The Danish Girl          | Tom Hooper                  | Verenigde Staten                            |
| 2016 (73ste editie) | Heartstone               | Guðmundur Arnar Guðmundsson | IJsland                                     |
| 2017 (74ste editie) | Reinventing Marvin       | Anne Fontaine               | Frankrijk                                   |
| 2018 (75ste editie) | José                     | Cheng Li                    | Guatemala                                   |
| 2019 (76ste editie) | El príncipe              | Sebastián Muñoz             | Chili                                       |
| 2020 (77ste editie) | The World to Come        | Mona Fastvold               | Verenigde Staten                            |
| 2021 (78ste editie) | La dernière séance       | Gianluca Matarrese          | Frankrijk Italië                            |
| 2022 (79ste editie) | Aus meiner Haut          | Alex Schaad                 | Duitsland                                   |
| 2023 (80ste editie) | Domakinstvo za pocetnici | Goran Stolevski             | Noord-Macedonië Polen Kroatië Servië Kosovo |
| 2024 (81ste editie) | Alma del desierto        | Mónica Taboada-Tapia        | Colombia Brazilië                           |